# 金光一昭
金光 一昭（かねみつ かずあき、別名：BB金光、1968年〈昭和43年〉1月12日 - ）は山口県を拠点に活動するフリーパーソナリティで、元エフエム山口（FMY）のラジオパーソナリティ。

## 経歴
広島県庄原市出身。近畿大学を卒業後は、フリーアナウンサーとして中国放送（RCC）を中心に広島県内の各放送局で活動。
1993年8月、エフエム山口入社。以降、ラジオパーソナリティとしての活動のほか技術や作家を含め番組製作業務全般に携わる。最終肩書は「編成制作部次長」。2022年7月31日をもって同局を退社。
同年8月、株式会社「SWING E.C.」設立。フリー転向後も、社員時代の出演番組等は変わらず、社員時代に収録したCMはそのまま継続使用されている。

## 担当番組
- スポ天！やまぐち（エフエム山口、2022年10月 - ）
- まちかどニュース（山口ケーブルビジョン、2023年2月6日 - ）- 月曜・火曜キャスター[2]

## 過去の担当番組

### エフエム山口時代
★は「金光一昭」名義。
- 1993年「FM NEW COMERS FACTORY」
- 1994年
  - 「Weekend Club　ラジオdeポン」
  - 「グッデイ・アフタヌーン」
  - 「SUNSET-STUDIO FMY EVENING TERMINAL」
- 1995年
  - 「TWO-WAY YAMAGUCHI SUNDAY 6」
  - 「Sunday Sports 630」
- 1996年「COCO PARTY〜For Free Cruise〜」
- 1997年「BB金光のプレジャーQ(クオーター)」
- 2002年「デリシャスフライデー　Heart Beat Basket」（ディレクター）
- 2002年「デリシャスフライデー　MORNING KISS」（ディレクター）
- 2004年「MEN'S FOUR ビリビリFriday」（金曜、ワンマンスタイル4時間半ワイド）
- 2005年★「paradise radio」（水曜・木曜を担当、平日夕方3時間ワイド）
- 2006年「ビリフラMAX」（金曜、ワンマンスタイル5時間50分ワイド）←「MEN'S FOUR ビリビリFriday」から変更
- 2009年「まるてんフライデー」（金曜2時間50分ワイド）
- 2010年★「FRIDAY Bang! Bang! Highway」（金曜2時間55分ワイド。2011年から3時間55分に拡大）
- 2015年
  - ★「さんまるっ!」（FM山口開局30周年特別番組）
  - 「GEORGIA Dream Catcher」（News Delivery -Evening Edition-→COZINESS内包）
  - 「Happy Happy FRIDAY」（ - 2022年9月）

### 広島県フリーアナウンサー時代
- 1989年「ABブラザーズの放課後通信」（RCC）
- 1990年10月 - 1991年3月「ジューケンキャンパススタジオ」（RCC）
- 1990年「たわわのTARZAN（HOME）
- 1991年4月 - 1993年6月「STUDIO C2 SQUARE」（RCC）

1993年に日本プロサッカーリーグ（Jリーグ）が発足した際はおひざ元サンフレッチェ広島とかかわりを多く持つようになり、RCC制作の応援番組『ミ・アモーレ・サンフレッチェ』やニッポン放送プロジェクトが行った『Jリーグ・サッカーFM』にも参加していたことがある。この頃の経験はのちにレノファ山口FC関連番組で活かされ『GO! GO! RENOFA』はレノファ初期から放送される長寿コーナーでレディスチームを含めて手広く手掛けている。

## その他
- 1993年発売のPC-9801用ゲームソフト『魔導物語A・R・S』にて、主人公の一人シェゾ・ウィグィィのサンプリングボイスを担当。